# Frank Mugisha
Pour les articles homonymes, voir Mugisha.
Frank Mugisha est un militant ougandais pour les droits LGBT qui a reçu pour son engagement le Prix Robert F. Kennedy des droits de l'homme et le Prix Rafto avec l'organisation Sexual Minorities Uganda en 2011. Le magazine Time l'a mentionné dans sa liste des 100 personnes les plus influentes de l'année 2024.

## Biographie
Il est né dans la banlieue de Kampala et élevé dans une famille catholique. Il révèle son homosexualité à son entourage lors de son adolescence.
En 2004, alors qu'il étudie à l'université, il fonde l'association Icebreakers Uganda, pour aider les Ougandais qui révèlent leur homosexualité à leur famille et à leurs amis. Il est depuis le directeur général de Sexual Minorities Uganda (SMUG), une organisation qui regroupe les associations LGBT du pays.
C'était un ami du militant David Kato Kisule qui a été assassiné en janvier 2011.

## Récompenses
- Prix Robert F. Kennedy des droits de l'homme 2011[3]
- Prix Rafto 2011[4]